# Fouka
Fouka est une commune de la wilaya de Tipaza en Algérie.

## Géographie

### Situation
Le territoire de la commune de Fouka est situé au nord-est de la wilaya de Tipaza, à environ 25 km au nord-est de Tipaza et à environ 35 km au sud-ouest d'Alger.
| Mer Méditerranée | Mer Méditerranée | Douaouda |
| Bou Ismaïl       | Fouka            | Douaouda |
| Chaiba           | Koléa            | Koléa    |

### Relief et hydrographie
La ville de Fouka est située sur une plaine à 130 mètres de hauteur qui s'arrête brutalement sur une falaise qui forme un ravin abrupte avant de descendre vers la mer en traversant une bande côtière agricole de 300 mètres de large. Elle n'est traversée par aucun cours d'eau important.

### Transport
Douaouda est desservie par l'autoroute Alger-Cherchell qui remplace la RN11 sur l'axe côtier.

### Routes
La commune de Fouka est desservie par plusieurs routes nationales :
- Route nationale 11 : RN11 (Route d'Oran).

### Localités de la commune
En 1984, la commune de Fouka est constituée à partir des localités suivantes : Aïn Lahdjar, Communal Ouest, Communal Sud, Douar Benani, Fouka El Bahria (anciennement Fouka Marine) et Fouka Ville
L'agglomération chef-lieu est la ville de Fouka, les deux agglomérations secondaires sont Ali Amari (Ex-Aïn Lahdjar) en conurbation avec Koléa et Douar Benani.

## Toponymie
Le nom de la ville serait dû à Aïn El Fouka qui signifie en dialecte local « La source du haut »[réf. nécessaire].

## Histoire
Fouka a probablement été construite sur les ruines de l'antique cité romaine de Casae Calventi.
Le centre colonial de Aïn Fouka est créé le 25 avril 1842 pour 70 familles sur un territoire de 1600 ha, il a été construit par le Génie militaire français. Le 7 janvier 1846, une ordonnance royale est signée pour créer le village de Notre Dame de Fouka à l'emplacement du futur village de Fouka Marine qui verra le jour vers la fin du XIXe siècle.
La commune est instituée par décret pour la première fois le 6 août 1844 avant d'être réintégrée à celle de Koléa, le 21 novembre 1851. Elle sera recréée le 21 mai 1890.

## Démographie
| 1858 | 1865 | 1884 | 1892 | 1897 | 1902  | 1987   | 1998   | 2008   |
| ---- | ---- | ---- | ---- | ---- | ----- | ------ | ------ | ------ |
| 411  | 404  | 457  | 884  | 998  | 1 243 | 22 736 | 36 484 | 48 958 |

Populations des différentes agglomérations en 1987 : Fouka, 15 095 hab.
Populations des différentes agglomérations en 1998 : Fouka, 22 304 hab. ; Ali Amari, 10 308 hab.
Populations des différentes agglomérations en 2008 : Fouka, 24 557 hab. ; Ali Amari, 14 958 hab.

## Économie
Commune à vocation agricole, Fouka s'urbanise à grande vitesse et grignote sur les surfaces cultivables. Une petite zone d'activité se trouve dans la localité de Ali Amari. En 2011, une usine de dessalement d'eau d'une capacité de 120 000 m3 a été inaugurée.

## Patrimoine
De nombreux vestiges de l'époque romaine ont été trouvés à Fouka aux alentours d'une fontaine. Des vases, des amphores, des médailles et de grands tombeaux.